# Capra pyrenaica
Lo stambecco iberico o stambecco spagnolo (Capra pyrenaica Schinz, 1838) è un mammifero artiodattilo della famiglia dei Bovidi (sottofamiglia Caprinae).

## Descrizione
Dotati di spiccato dimorfismo sessuale, le femmine presentano un pelame rossiccio morbido ed uniforme e piccole corna sul capo; i maschi, risultano di dimensioni maggiori, tanto da raggiungere gli 80 chilogrammi di peso in individui adulti, e sono dotati di grandi corna a "forma di lira", che si aprono divaricandosi a mezza lunghezza per poi flettersi di nuovo all'interno e di nuovo riaprirsi in punta. Il pelame nella compagine maschile risulta bruno scuro con vivaci macchie ocra e ruggine ed una banda scura lungo i fianchi. Le zampe, corte e potenti, sono dotate di zoccoli adattati a fare presa anche sui substrati rocciosi più lisci.

## Biologia
Maschi e femmine vivono per gran parte dell'anno in branchi separati di 10-20 individui, rispettivamente sotto la guida del maschio o della femmina dominanti, ruolo stabilito attraverso elaborate competizioni gerarchiche.
In autunno i maschi cominciano ad unirsi alle femmine e scoppiano frequenti ed interminabili duelli a cornate. I maschi più forti hanno la precedenza negli accoppiamenti che avvengono dopo una cerimonia nuziale piuttosto veloce accompagnata da belati e caratteristiche posture. Dopo una gestazione di 5 o 6 mesi nasce la prole, composta da uno e raramente da due capretti che sono allattati dalla madre per un periodo che va da 3 a 6 mesi.
Grazie alla notevole massa corporea, lo sviluppo delle corna e alla sua agilità nella fuga, gli stambecchi iberici hanno pochi nemici naturali (volpi e aquile) e solo qualche vecchio esemplare debilitato o un giovane sperduto, cadono vittime del lupo.

## Distribuzione e habitat
L'areale di questa specie si estendeva in passato attraverso tutta la penisola iberica, comprendendo, oltre a Spagna, Portogallo e Andorra, anche la Francia sud-occidentale. Nei Pirenei, la caccia indiscriminata ha portato ad una diminuzione costante, fino  all'estinzione della sottospecie Pirenaica avvenuta nel 2000 . 

Solamente dopo il 1950 il governo spagnolo adottò una politica per proteggere lo stambecco e furono effettuate diverse reintroduzioni. Attualmente le popolazioni vivono isolate e frammentate su molte alture della Spagna, e con un'unica popolazione (auto-reintrodotta) nel Parco nazionale di Peneda-Gerês in Portogallo.
Nel 2002, la popolazione totale della penisola iberica è stata stimata in 50.000 individui, ed è considerato uno dei più grossi aumenti, dopo gli anni 1990, quando la popolazione era stimata in 7.900 individui.
In alcune zone della Spagna, gli stambecchi sono protetti (vedi Pirenei), ma in altre, sono gestiti per scopi venatori: pertanto, per evitare dannosi sovrappopolamenti, è "necessario" l'abbattimento degli esemplari in eccesso.

### Ripopolamento dei Pirenei
Da alcuni anni una popolazione vive nel Parco naturale della Sierra de Guara, nei Pre-Pirenei spagnoli. Intorno al 1990, una dozzina di animali (della sottospecie Capra pyrenaica hispanica), fuggiti da recinti privati, vi si insediarono. Da un censimento effettuato nel 2003, risultavano essere oltre 50 esemplari. Questo è considerato il primo passo per il ripopolamento dei Pirenei spagnoli.
Contemporaneamente anche in Francia si pensava di ripopolare il lato settentrionale. Dal settembre 2012, lo stambecco iberico è stato dichiarato "protetto" in Francia (da dove si era estinto nel 1910) in vista di una prossima reintroduzione. Ed infatti, nel 2014, nel Parco nazionale dei Pirenei e nel Parco naturale regionale dei Pirenei dell’Ariège, sono stati effettuati i primi rilasci di stambecchi di Gredos (Capra pyrenaica victoriae), provenienti dal Parco nazionale della Sierra de Guadarrama.
Nel 2019, circa 300 esemplari vivevano sulle pendici dei Pirenei, di cui 140 in Ariège.